# Life (álbum de Dope)
Life (estilizado como LIFE) es el segundo álbum de estudio de la banda norteamericana Dope y también su último álbum con Epic Records y Flip Records, debido a una falta de promoción por parte del sello. El álbum muestra mayores influencias del rap metal.

## Recepción
El álbum recibió reseñas negativas por parte de los críticos. 
Bradley Torreano de AllMusic dijo sobre el disco: «La banda logra mantener su reputación como un clon de Marilyn Manson». [Sobre "With Or Without You"] «Una canción terrible que tiene una de las letras más aturdidoras del álbum, un gancho detestable que se repite varias veces. Esto es simplemente demasiado aburrido para recomendarlo para cualquiera que no sea los fanáticos más acérrimos del último álbum».

## Lista de canciones
| N.º | Título                                                           | Duración |  |
| 1.  | «Take Your Best Shot»                                            | 2:48     |  |
| 2.  | «Now or Never»                                                   | 3:26     |  |
| 3.  | «Nothing (Why)»                                                  | 3:59     |  |
| 4.  | «Stop»                                                           | 2:50     |  |
| 5.  | «Thanks For Nothing»                                             | 2:50     |  |
| 6.  | «Die MF Die»                                                     | 3:06     |  |
| 7.  | «What About...»                                                  | 3:23     |  |
| 8.  | «Move It»                                                        | 2:47     |  |
| 9.  | «Jenny's Cryin'»                                                 | 3:11     |  |
| 10. | «With Or Without You»                                            | 3:36     |  |
| 11. | «Crazy»                                                          | 3:05     |  |
| 12. | «Slipping Away»                                                  | 3:02     |  |
| 13. | «March Of Hope» (Contiene la pista oculta "You're Full Of Shit") | 7:01     |  |

- "Die MF Die" también se conoce como "Die Motherfucker Die"

## Créditos
- Edsel Dope - Voz, guitarras adicionales, productor
- Simón Dope - Teclados
- Acey Slade - Guitarra rítmica, Coros
- Sloane Jentry - Bajo
- Racci Shay - Batería
- Virus - Guitarra líder, coros

Personal
- Josh Abraham - Productor e ingeniero (2-13)
- DJ Lethal - Tornamesa (4, 7, 13)
- Andy Wallace - Mezcla
- Jordan Schur - Productor ejecutivo